# Torneo Apertura 2025 de Primera B (Liga Catamarqueña)
El Torneo Apertura 2025 de la Primera División B, organizado por la Liga Catamarqueña de Fútbol, será el primer torneo del año, jugándose la temporada 50 de la segunda categoría del fútbol capitalino. Inició el 11 de abril y finalizará el 20 de julio.
Lo disputarán trece equipos, los diez equipos pertenecientes a dicha división, más tres nuevas instituciones. El campeón obtendrá el ascenso directo a la Primera División 2026.
Los nuevos participantes serán el Club Atlético Vélez Sarsfield, que retorna a la segunda categoría del fútbol capitalino luego de 28 años, tras su última participación en la temporada 1997. Mientras que, La Estación de Miraflores hará su estreno de manera oficial en la liga capitalina, tras haber participado en el Torneo Clausura 2024 como invitado, ya que en ese momento se encontraba afiliado a la Liga Chacarera de Fútbol. 
Otros debutantes serán Inter del Norte, un club nuevo formado en dicha zona de la ciudad capital, y El Auténtico, ubicado en el sur de la ciudad, más precisamente en el Barrio La Viñita, que también viene del fútbol chacarero y en el mes de abril logró la desafiliación de dicha liga.
El 13 de marzo quedó definido el nuevo formato para esta temporada, Mientras que el sorteo del fixture se llevó a cabo el día lunes 1 de abril.
Consagró campeón al Club Atlético Vélez Sarsfield, que obtuvo su vigésimo sexto título (tercero en la Primera B), bajo la dirección técnica de Javier Chazampi. Consiguiendo el ascenso directo a la Primera A, luego de un año de haber descendido.
El segundo ascenso fue para el Club Social, Cultural y Deportivo El Auténtico, dirigido por Gonzalo Rodríguez, que en su  primera participación en la Capital logró el tan anhelado boleto a la máxima categoría.

## Ascensos y descensos
| Pos. | Descendido de la Primera A 2024 |
| ---- | ------------------------------- |
| 12.º | Vélez Sarsfield                 |

| Pos. | Ascendido de la Primera B 2024 |
| ---- | ------------------------------ |
| 1.º  | Independiente (Huillapima)     |

## Formato
Torneo Apertura 2025
Los 13 equipos jugarán 12 partidos cada uno a lo largo de 13 fechas, en una sola rueda, bajo el sistema de todos contra todos. En este torneo se usará el sistema de puntos, de acuerdo a la reglamentación de la Internacional F. A. Board, asignándose tres puntos al equipo que resulte ganador, un punto a cada uno en caso de empate y cero puntos al perdedor.
El club que resulte campeón ascenderá a la Primera División, mientras que los equipos ubicados del 2.º al 5.º lugar clasificarán al Petit Torneo, por el segundo ascenso.
Criterio de desempate en igualdad de puntos
- En el caso de igualdad de puntos entre más de dos equipos en la primera posición y de igual manera para determinar cualquier ubicación en la tabla de posiciones, se aplicará el siguiente sistema:

En favor del equipo que, considerando exclusivamente los partidos disputados contra aquel o aquellos con los que hubiera empatado la posición, hubiera obtenido mayor cantidad de puntos o, en caso de empate, en el siguiente orden:
1. Mayor diferencia de goles.
2. Mayor cantidad de goles a favor.
3. Mayor cantidad de goles como visitante.
4. Sorteo a realizarse en sede del consejo ejecutivo, dentro de las 48 horas.

Petit Torneo
Lo jugarán los 4 equipos clasificados del 2.º al 5.º lugar de la tabla de posiciones. Se desarrollará mediante el sistema de eliminación directa, a un solo partido. En caso de persistir la igualdad en los 90' de juego avanzará el equipo mejor ubicado.
El equipo ganador se adjudicará el derecho a participar de la Primera División del fútbol capitalino de la temporada 2026.

## Equipos participantes
| Nombre del club                                          | Ciudad                              | Departamento | Fundación                | Temporadas |
| -------------------------------------------------------- | ----------------------------------- | ------------ | ------------------------ | ---------- |
| Club Fiel, Deportiva, Social y Cultural Asociación Civil | San Fernando del Valle de Catamarca | Capital      | 20 de mayo de 2007       | 5          |
| Club Deportivo Valle Chico                               | San Fernando del Valle de Catamarca | Capital      | 22 de febrero de 2017    | 5          |
| Club Social, Cultural y Deportivo El Auténtico           | San Fernando del Valle de Catamarca | Capital      | 29 de septiembre de 1993 | 1 (debut)  |
| Club Social Inter del Norte                              | San Fernando del Valle de Catamarca | Capital      | 18 de enero de 2012      | 1 (debut)  |
| La Banda Club de Fútbol                                  | San Fernando del Valle de Catamarca | Capital      | 28 de enero de 2006      | 2          |
| Club Social, Cultural y Deportivo La Estación            | Miraflores                          | Capayán      | 11 de mayo de 2010       | 1 (debut)  |
| Club Atlético Liberal Argentino                          | San Fernando del Valle de Catamarca | Capital      | 13 de julio de 1963      | 7          |
| Club Social y Deportivo Parque Daza                      | San Fernando del Valle de Catamarca | Capital      | 10 de diciembre de 1961  | 28         |
| Club Atlético Rivadavia                                  | Huillapima                          | Capayán      | 9 de julio de 1923       | 3          |
| Club Atlético San Isidro                                 | Colonia Nueva Coneta                | Capayán      | 26 de julio de 2016      | 4          |
| Club Sportivo y Cultural San Martín                      | Chumbicha                           | Capayán      | 1 de noviembre de 1958   | 4          |
| Club Atlético Sarmiento                                  | San Fernando del Valle de Catamarca | Capital      | 12 de junio de 1912      | 14         |
| Club Atlético Vélez Sarsfield                            | San Fernando del Valle de Catamarca | Capital      | 12 de febrero de 1928    | 7          |

### Distribución geográfica de los equipos
| Departamento | Cant. | Equipos |
| ------------ | ----- | --- |
| Capital      | 9     | Club Fiel, Deportivo Valle Chico, El Auténtico, Inter del Norte, La Banda CF Liberal Argentino, Parque Daza, Sarmiento y Vélez Sarsfield. |
| Capayán      | 4     | La Estación (Miraflores), Rivadavia (Huillapima), San Isidro (Nueva Coneta) y San Martín (Chumbicha)                                      |
| Total        | 13    | |

## Competición

### Tabla de posiciones
| Pos. | Equipo                    | Pts. | PJ | G | E | P  | GF | GC | Dif. | Clasificación                             |
| ---- | ------------------------- | ---- | -- | - | - | -- | -- | -- | ---- | ----------------------------------------- |
| 1    | Vélez Sarsfield           | 26   | 12 | 8 | 2 | 2  | 35 | 6  | +29  | Campeón y asciende a la Primera A 2025-26 |
| 2    | La Estación (Miraflores)  | 23   | 12 | 7 | 2 | 3  | 16 | 15 | +1   | Petit Torneo                              |
| 3    | El Auténtico              | 23   | 12 | 6 | 5 | 1  | 21 | 11 | +10  | Petit Torneo                              |
| 4    | Sarmiento                 | 23   | 12 | 7 | 2 | 3  | 28 | 18 | +10  | Petit Torneo                              |
| 5    | San Martín (Chumbicha)    | 20   | 12 | 6 | 2 | 4  | 14 | 12 | +2   | Petit Torneo                              |
| 6    | Deportivo Valle Chico     | 19   | 12 | 6 | 1 | 5  | 25 | 28 | −3   |                                           |
| 7    | Parque Daza               | 19   | 12 | 6 | 1 | 5  | 25 | 26 | −1   |                                           |
| 8    | Liberal Argentino         | 18   | 12 | 5 | 3 | 4  | 31 | 16 | +15  |                                           |
| 9    | Club Fiel                 | 16   | 12 | 5 | 1 | 6  | 15 | 16 | −1   |                                           |
| 10   | Rivadavia (Huillapima)    | 16   | 12 | 5 | 1 | 6  | 20 | 19 | +1   |                                           |
| 11   | Inter del Norte           | 10   | 12 | 3 | 1 | 8  | 13 | 22 | −9   |                                           |
| 12   | La Banda CF               | 9    | 12 | 3 | 0 | 9  | 22 | 31 | −9   |                                           |
| 13   | San Isidro (Nueva Coneta) | 1    | 12 | 0 | 1 | 11 | 3  | 48 | −45  |                                           |

Actualizado a los partidos jugados el 5 de julio de 2025.
 Fuente: El Esquiú / Revista Botineros
Notas:
1. 1 2 3  Puntos en partidos directos: La Estación 4, El Auténtico 2, Sarmiento 1.
2. 1 2  Puntos en partidos directos: Dep. Valle Chico 3, Parque Daza 0.
3. 1 2  Puntos en partidos directos: Club Fiel 3, Rivadavia 0.

#### Evolución de las posiciones
| Equipo / Fecha            | 1  | 2  | 3  | 4  | 5  | 6  | 7  | 8  | 9  | 10 | 11 | 12 | 13 |
| ------------------------- | -- | -- | -- | -- | -- | -- | -- | -- | -- | -- | -- | -- | -- |
| Club Fiel                 | 5  | 7  | 7  | 6  | 6  | 9  | 10 | 7  | 9  | 9  | 9  | 9  | 9  |
| Deportivo Valle Chico     | 8  | 6  | 5  | 5  | 2  | 5  | 4  | 5  | 4  | 5  | 5  | 5  | 6  |
| El Auténtico              | 9  | 10 | 9  | 9  | 9  | 6  | 6  | 6  | 5  | 4  | 4  | 3  | 3  |
| Inter del Norte           | 9  | 11 | 12 | 10 | 11 | 7  | 8  | 10 | 10 | 11 | 11 | 11 | 11 |
| La Banda CF               | 12 | 8  | 10 | 11 | 12 | 12 | 12 | 12 | 12 | 12 | 12 | 12 | 12 |
| La Estación (Miraflores)  | 6  | 4  | 6  | 4  | 3  | 2  | 2  | 3  | 2  | 2  | 2  | 4  | 2  |
| Liberal Argentino         | 11 | 12 | 8  | 8  | 8  | 11 | 7  | 9  | 8  | 8  | 8  | 6  | 8  |
| Parque Daza               | 3  | 2  | 4  | 7  | 7  | 10 | 11 | 8  | 7  | 6  | 6  | 8  | 7  |
| Rivadavia (Huillapima)    | 6  | 9  | 11 | 12 | 10 | 8  | 9  | 11 | 11 | 10 | 10 | 10 | 10 |
| San Isidro (Nueva Coneta) | 13 | 13 | 13 | 13 | 13 | 13 | 13 | 13 | 13 | 13 | 13 | 13 | 13 |
| San Martín (Chumbicha)    | 3  | 3  | 2  | 2  | 4  | 3  | 5  | 2  | 6  | 7  | 7  | 7  | 5  |
| Sarmiento                 | 1  | 5  | 3  | 3  | 5  | 4  | 3  | 4  | 3  | 3  | 3  | 2  | 4  |
| Vélez Sarsfield           | 2  | 1  | 1  | 1  | 1  | 1  | 1  | 1  | 1  | 1  | 1  | 1  | 1  |

     Equipo libre de la fecha.
| 1. |

#### Tabla de resultados cruzados
| Local \ Visitante         | FIE | DVC | AUT | INT | LBA | LEM | LIB | PDA | RIV | SIS  | SMA | SAR | VEL |
| ------------------------- | --- | --- | --- | --- | --- | --- | --- | --- | --- | ---- | --- | --- | --- |
| Club Fiel                 |     |     |     | 1–2 | 0–2 | 1–2 |     | 0–3 | 2–1 | 5–1  |     |     |     |
| Deportivo Valle Chico     | 1–1 |     |     | 1–0 | 6–4 | 3–4 |     | 5–2 |     | 2–0  |     |     |     |
| El Auténtico              | 2–1 | 3–0 |     |     | 4–3 |     | 3–1 | 1–2 |     |      |     |     | 0–0 |
| Inter del Norte           |     |     | 1–1 |     |     | 0–1 |     |     | 1–5 |      | 1–2 | 1–2 | 0–2 |
| La Banda CF               |     |     |     | 2–1 |     | 2–4 |     | 0–1 | 1–2 | 5–0  | 0–1 |     |     |
| La Estación (Miraflores)  |     |     | 1–1 |     |     |     | 1–2 |     | 0–0 |      | 0–1 | 1–0 | 0–5 |
| Liberal Argentino         | 0–1 | 3–1 |     | 4–1 | 4–1 |     |     | 3–3 |     | 11–0 |     |     |     |
| Parque Daza               |     |     |     | 1–2 |     | 0–1 |     |     | 5–2 | 3–2  | 3–2 | 2–3 |     |
| Rivadavia (Huillapima)    |     | 1–2 | 0–2 |     |     |     | 1–0 |     |     |      | 2–1 | 1–3 | 1–2 |
| San Isidro (Nueva Coneta) |     |     | 0–2 | 0–3 |     | 0–1 |     |     | 0–4 |      | 0–0 | 0–4 |     |
| San Martín (Chumbicha)    | 1–0 | 1–2 | 1–1 |     |     |     | 1–0 |     |     |      |     | 2–3 | 1–0 |
| Sarmiento                 | 1–2 | 5–2 | 1–1 |     | 3–1 |     | 1–1 |     |     |      |     |     | 1–3 |
| Vélez Sarsfield           | 0–1 | 4–0 |     |     | 4–0 |     | 2–2 | 5–0 |     | 8–0  |     |     |     |

### Resultados
| Fecha 1                             | Fecha 1   | Fecha 1                | Fecha 1              | Fecha 1     | Fecha 1 |
| Local                               | Resultado | Visita                 | Estadio              | Fecha       | Hora    |
| ----------------------------------- | --------- | ---------------------- | -------------------- | ----------- | ------- |
| San Isidro (Nueva Coneta)           | 0 - 4     | Sarmiento              | CA Independiente (C) | 11 de abril | 14:30   |
| Liberal Argentino                   | 0 - 1     | Club Fiel              | CD Américo Tesorieri | 11 de abril | 14:30   |
| Vélez Sarsfield                     | 4 - 0     | La Banda CF            | Malvinas Argentinas  | 11 de abril | 15:00   |
| La Estación (Miraflores)            | 0 - 0     | Rivadavia (Huillapima) | CA Independiente (C) | 11 de abril | 16:30   |
| El Auténtico                        | 1 - 2     | Parque Daza            | Malvinas Argentinas  | 12 de abril | 14:30   |
| Inter del Norte                     | 1 - 2     | San Martín (Chumbicha) | Malvinas Argentinas  | 13 de abril | 15:00   |
| Equipo libre: Deportivo Valle Chico |           |                        |                      |             |         |

| Fecha 2                    | Fecha 2   | Fecha 2                   | Fecha 2                              | Fecha 2     | Fecha 2 |
| Local                      | Resultado | Visita                    | Estadio                              | Fecha       | Hora    |
| -------------------------- | --------- | ------------------------- | ------------------------------------ | ----------- | ------- |
| La Banda CF                | 2 - 1     | Inter del Norte           | CD Américo Tesorieri                 | 17 de abril | 14:00   |
| Club Fiel                  | 1 - 2     | La Estación (Miraflores)  | CA Independiente (C)                 | 17 de abril | 14:00   |
| Parque Daza                | 3 - 2     | San Isidro (Nueva Coneta) | CA Independiente (C)                 | 17 de abril | 16:00   |
| Sarmiento                  | 1 - 3     | Vélez Sarsfield           | CD Américo Tesorieri                 | 17 de abril | 16:00   |
| San Martín (Chumbicha)     | 1 - 0     | Liberal Argentino         | Polideportivo Municipal de Chumbicha | 19 de abril | 14:00   |
| Rivadavia (Huillapima)     | 1 - 2     | Deportivo Valle Chico     | CA Independiente (H)                 | 19 de abril | 14:30   |
| Equipo libre: El Auténtico |           |                           |                                      |             |         |

| Fecha 3                              | Fecha 3   | Fecha 3                | Fecha 3              | Fecha 3     | Fecha 3 |
| Local                                | Resultado | Visita                 | Estadio              | Fecha       | Hora    |
| ------------------------------------ | --------- | ---------------------- | -------------------- | ----------- | ------- |
| Liberal Argentino                    | 4 - 1     | La Banda CF            | CA Independiente (C) | 25 de abril | 14:00   |
| Deportivo Valle Chico                | 1 - 1     | Club Fiel              | CD Américo Tesorieri | 25 de abril | 14:00   |
| Inter del Norte                      | 1 - 2     | Sarmiento              | Malvinas Argentinas  | 26 de abril | 14:00   |
| San Isidro (Nueva Coneta)            | 0 - 2     | El Auténtico           | CA Independiente (H) | 26 de abril | 14:00   |
| La Estación (Miraflores)             | 0 - 1     | San Martín (Chumbicha) | CA Independiente (H) | 26 de abril | 16:00   |
| Vélez Sarsfield                      | 5 - 0     | Parque Daza            | Malvinas Argentinas  | 26 de abril | 16:00   |
| Equipo libre: Rivadavia (Huillapima) |           |                        |                      |             |         |

| Fecha 4                                 | Fecha 4   | Fecha 4                  | Fecha 4                              | Fecha 4   | Fecha 4 |
| Local                                   | Resultado | Visita                   | Estadio                              | Fecha     | Hora    |
| --------------------------------------- | --------- | ------------------------ | ------------------------------------ | --------- | ------- |
| Parque Daza                             | 1 - 2     | Inter del Norte          | Malvinas Argentinas                  | 2 de mayo | 14:00   |
| Sarmiento                               | 1 - 1     | Liberal Argentino        | CD Américo Tesorieri                 | 2 de mayo | 14:00   |
| La Banda CF                             | 2 - 4     | La Estación (Miraflores) | CA Independiente (C)                 | 2 de mayo | 14:00   |
| Club Fiel                               | 2 - 1     | Rivadavia (Huillapima)   | CA Independiente (C)                 | 2 de mayo | 16:00   |
| El Auténtico                            | 0 - 0     | Vélez Sarsfield          | CD Américo Tesorieri                 | 2 de mayo | 16:00   |
| San Martín (Chumbicha)                  | 1 - 2     | Deportivo Valle Chico    | Polideportivo Municipal de Chumbicha | 3 de mayo | 14:00   |
| Equipo libre: San Isidro (Nueva Coneta) |           |                          |                                      |           |         |

| Fecha 5                  | Fecha 5   | Fecha 5                   | Fecha 5              | Fecha 5    | Fecha 5 |
| Local                    | Resultado | Visita                    | Estadio              | Fecha      | Hora    |
| ------------------------ | --------- | ------------------------- | -------------------- | ---------- | ------- |
| Vélez Sarsfield          | 8 - 0     | San Isidro (Nueva Coneta) | CA Independiente (C) | 9 de mayo  | 14:00   |
| Liberal Argentino        | 3 - 3     | Parque Daza               | CD Américo Tesorieri | 9 de mayo  | 14:00   |
| Deportivo Valle Chico    | 6 - 4     | La Banda CF               | CD Américo Tesorieri | 9 de mayo  | 16:00   |
| La Estación (Miraflores) | 1 - 0     | Sarmiento                 | CA Independiente (H) | 11 de mayo | 12:00   |
| Rivadavia (Huillapima)   | 2 - 1     | San Martín (Chumbicha)    | CA Independiente (H) | 11 de mayo | 14:00   |
| Inter del Norte          | 1 - 1     | El Auténtico              | Malvinas Argentinas  | 11 de mayo | 15:00   |
| Equipo libre: Club Fiel  |           |                           |                      |            |         |

| Fecha 6                       | Fecha 6   | Fecha 6                  | Fecha 6                              | Fecha 6    | Fecha 6 |
| Local                         | Resultado | Visita                   | Estadio                              | Fecha      | Hora    |
| ----------------------------- | --------- | ------------------------ | ------------------------------------ | ---------- | ------- |
| San Isidro (Nueva Coneta)     | 0 - 3     | Inter del Norte          | CD Américo Tesorieri                 | 16 de mayo | 14:00   |
| Parque Daza                   | 0 - 1     | La Estación (Miraflores) | CA Independiente (C)                 | 16 de mayo | 14:00   |
| La Banda CF                   | 1 - 2     | Rivadavia (Huillapima)   | CA Independiente (C)                 | 16 de mayo | 16:00   |
| Sarmiento                     | 5 - 2     | Deportivo Valle Chico    | CD Américo Tesorieri                 | 16 de mayo | 16:00   |
| San Martín (Chumbicha)        | 1 - 0     | Club Fiel                | Polideportivo Municipal de Chumbicha | 17 de mayo | 14:00   |
| El Auténtico                  | 3 - 1     | Liberal Argentino        | Malvinas Argentinas                  | 18 de mayo | 15:00   |
| Equipo libre: Vélez Sarsfield |           |                          |                                      |            |         |

| Fecha 7                              | Fecha 7   | Fecha 7                   | Fecha 7              | Fecha 7    | Fecha 7 |
| Local                                | Resultado | Visita                    | Estadio              | Fecha      | Hora    |
| ------------------------------------ | --------- | ------------------------- | -------------------- | ---------- | ------- |
| Deportivo Valle Chico                | 5 - 2     | Parque Daza               | CD Américo Tesorieri | 23 de mayo | 14:00   |
| Liberal Argentino                    | 11 - 0    | San Isidro (Nueva Coneta) | CA Independiente (C) | 23 de mayo | 14:00   |
| Club Fiel                            | 0 - 2     | La Banda CF               | CA Independiente (C) | 23 de mayo | 16:00   |
| Inter del Norte                      | 0 - 2     | Vélez Sarsfield           | CD Américo Tesorieri | 23 de mayo | 16:00   |
| La Estación (Miraflores)             | 1 - 1     | El Auténtico              | CA Independiente (H) | 24 de mayo | 14:00   |
| Rivadavia (Huillapima)               | 1 - 3     | Sarmiento                 | CA Independiente (H) | 24 de mayo | 16:00   |
| Equipo libre: San Martín (Chumbicha) |           |                           |                      |            |         |

| Fecha 8                       | Fecha 8   | Fecha 8                  | Fecha 8              | Fecha 8    | Fecha 8 |
| Local                         | Resultado | Visita                   | Estadio              | Fecha      | Hora    |
| ----------------------------- | --------- | ------------------------ | -------------------- | ---------- | ------- |
| Sarmiento                     | 1 - 2     | Club Fiel                | CD Américo Tesorieri | 30 de mayo | 14:00   |
| Parque Daza                   | 5 - 2     | Rivadavia (Huillapima)   | CA Independiente (C) | 30 de mayo | 14:00   |
| La Banda CF                   | 0 - 1     | San Martín (Chumbicha)   | Malvinas Argentinas  | 30 de mayo | 14:30   |
| El Auténtico                  | 3 - 0     | Deportivo Valle Chico    | CD Américo Tesorieri | 30 de mayo | 16:00   |
| San Isidro (Nueva Coneta)     | 0 - 1     | La Estación (Miraflores) | CA Independiente (H) | 31 de mayo | 14:00   |
| Vélez Sarsfield               | 2 - 2     | Liberal Argentino        | Malvinas Argentinas  | 1 de junio | 15:00   |
| Equipo libre: Inter del Norte |           |                          |                      |            |         |

| Fecha 9                   | Fecha 9   | Fecha 9                   | Fecha 9                              | Fecha 9    | Fecha 9 |
| Local                     | Resultado | Visita                    | Estadio                              | Fecha      | Hora    |
| ------------------------- | --------- | ------------------------- | ------------------------------------ | ---------- | ------- |
| Deportivo Valle Chico     | 2 - 0     | San Isidro (Nueva Coneta) | CA Independiente (C)                 | 6 de junio | 14:00   |
| Club Fiel                 | 0 - 3     | Parque Daza               | CD Américo Tesorieri                 | 6 de junio | 14:00   |
| Liberal Argentino         | 4 - 1     | Inter del Norte           | CD Américo Tesorieri                 | 6 de junio | 16:00   |
| Rivadavia (Huillapima)    | 0 - 2     | El Auténtico              | CA Independiente (H)                 | 7 de junio | 14:00   |
| La Estación (Miraflores)  | 0 - 5     | Vélez Sarsfield           | CA Independiente (H)                 | 7 de junio | 16:00   |
| San Martín (Chumbicha)    | 2 - 3     | Sarmiento                 | Polideportivo Municipal de Chumbicha | 7 de junio | 16:00   |
| Equipo libre: La Banda CF |           |                           |                                      |            |         |

| Fecha 10                        | Fecha 10  | Fecha 10                 | Fecha 10             | Fecha 10    | Fecha 10 |
| Local                           | Resultado | Visita                   | Estadio              | Fecha       | Hora     |
| ------------------------------- | --------- | ------------------------ | -------------------- | ----------- | -------- |
| El Auténtico                    | 2 - 1     | Club Fiel                | CA Independiente (C) | 13 de junio | 14:00    |
| Sarmiento                       | 4 - 2     | La Banda CF              | CD Américo Tesorieri | 13 de junio | 14:00    |
| Vélez Sarsfield                 | 4 - 0     | Deportivo Valle Chico    | Malvinas Argentinas  | 13 de junio | 15:00    |
| Inter del Norte                 | 0 - 1     | La Estación (Miraflores) | CD Américo Tesorieri | 13 de junio | 16:00    |
| Parque Daza                     | 3 - 2     | San Martín (Chumbicha)   | CA Independiente (C) | 13 de junio | 16:00    |
| San Isidro (Nueva Coneta)       | 0 - 4     | Rivadavia (Huillapima)   | CA Independiente (H) | 14 de junio | 14:00    |
| Equipo libre: Liberal Argentino |           |                          |                      |             |          |

| Fecha 11                 | Fecha 11  | Fecha 11                  | Fecha 11                             | Fecha 11    | Fecha 11 |
| Local                    | Resultado | Visita                    | Estadio                              | Fecha       | Hora     |
| ------------------------ | --------- | ------------------------- | ------------------------------------ | ----------- | -------- |
| La Banda CF              | 0 - 1     | Parque Daza               | CD Américo Tesorieri                 | 20 de junio | 14:00    |
| Deportivo Valle Chico    | 1 - 0     | Inter del Norte           | CD Américo Tesorieri                 | 20 de junio | 16:00    |
| La Estación (Miraflores) | 1 - 2     | Liberal Argentino         | CA Independiente (H)                 | 21 de junio | 14:00    |
| Rivadavia (Huillapima)   | 1 - 2     | Vélez Sarsfield           | CA Independiente (H)                 | 21 de junio | 16:00    |
| San Martín (Chumbicha)   | 1 - 1     | El Auténtico              | Polideportivo Municipal de Chumbicha | 21 de junio | 16:00    |
| Club Fiel                | 5 - 1     | San Isidro (Nueva Coneta) | CA Independiente (C)                 | 22 de junio | 14:00    |
| Equipo libre: Sarmiento  |           |                           |                                      |             |          |

| Fecha 12                               | Fecha 12  | Fecha 12               | Fecha 12             | Fecha 12    | Fecha 12 |
| Local                                  | Resultado | Visita                 | Estadio              | Fecha       | Hora     |
| -------------------------------------- | --------- | ---------------------- | -------------------- | ----------- | -------- |
| Vélez Sarsfield                        | 0 - 1     | Club Fiel              | Malvinas Argentinas  | 27 de junio | 14:00    |
| Inter del Norte                        | 1 - 5     | Rivadavia (Huillapima) | CA Independiente (C) | 27 de junio | 14:00    |
| Parque Daza                            | 2 - 3     | Sarmiento              | CA Independiente (C) | 27 de junio | 16:00    |
| Liberal Argentino                      | 3 - 1     | Deportivo Valle Chico  | Malvinas Argentinas  | 28 de junio | 14:00    |
| El Auténtico                           | 4 - 3     | La Banda CF            | Malvinas Argentinas  | 29 de junio | 14:00    |
| San Isidro (Nueva Coneta)              | 0 - 0     | San Martín (Chumbicha) | CA Independiente (H) | 29 de junio | 14:00    |
| Equipo libre: La Estación (Miraflores) |           |                        |                      |             |          |

| Fecha 13                  | Fecha 13  | Fecha 13                  | Fecha 13                             | Fecha 13   | Fecha 13 |
| Local                     | Resultado | Visita                    | Estadio                              | Fecha      | Hora     |
| ------------------------- | --------- | ------------------------- | ------------------------------------ | ---------- | -------- |
| La Banda CF               | 5 - 0     | San Isidro (Nueva Coneta) | CA Independiente (C)                 | 4 de julio | 14:00    |
| Club Fiel                 | 1 - 2     | Inter del Norte           | CA Independiente (C)                 | 4 de julio | 16:00    |
| Sarmiento                 | 1 - 1     | El Auténtico              | CD Américo Tesorieri                 | 5 de julio | 14:00    |
| Deportivo Valle Chico     | 3 - 4     | La Estación (Miraflores)  | CD Américo Tesorieri                 | 5 de julio | 16:00    |
| San Martín (Chumbicha)    | 1 - 0     | Vélez Sarsfield           | Polideportivo Municipal de Chumbicha | 5 de julio | 16:00    |
| Rivadavia (Huillapima)    | 1 - 0     | Liberal Argentino         | CA Independiente (H)                 | 5 de julio | 16:00    |
| Equipo libre: Parque Daza |           |                           |                                      |            |          |

| 1. 2. |

|                                           |
| Club Atlético Vélez Sarsfield 3° título   |
| Campeón Torneo Apertura 2025 de Primera B |

## Petit Torneo
El Petit Torneo se jugará a un solo partido con el sistema de eliminación directa, en el cual participarán los 4 equipos mejores ubicados luego del campeón del Apertura. El ganador de la Final se quedará con el segundo ascenso a la Primera División A 2025-26.

### Cuadro de desarrollo
|  | Semifinales | Semifinales              | Semifinales |              |      | Final                    | Final       | Final       |  |
|  | 11 de julio | 11 de julio              | 11 de julio |              |      | 20 de julio              | 20 de julio | 20 de julio |  |
|  |             |                          |             |              |      |                          |             |             |  |
|  |             |                          |             |              |      |                          |             |             |  |
|  | 2           | La Estación (Miraflores) | 2           |              |      |                          |             |             |  |
|  | 2           | La Estación (Miraflores) | 2           |              |      |                          |             |             |  |
|  | 5           | San Martín (Chumbicha)   | 0           |              |      |                          |             |             |  |
|  | 5           | San Martín (Chumbicha)   | 0           |              | 2    | La Estación (Miraflores) | 0(2)        |             |  |
|  |             |                          |             |              | 2    | La Estación (Miraflores) | 0(2)        |             |  |
|  |             |                          |             | El Auténtico | 0(4) |                          |             |             |  |
|  | 3           | El Auténtico             | 1           | El Auténtico | 0(4) |                          |             |             |  |
|  | 3           | El Auténtico             | 1           |              |      |                          |             |             |  |
|  | 4           | Sarmiento                | 0           |              |      |                          |             |             |  |
|  | 4           | Sarmiento                | 0           |              |      |                          |             |             |  |
|  |             |                          |             |              |      |                          |             |             |  |

Nota: En caso de igualar en los 90' de juego, se definirá mediante tiros desde el punto penal.
|  |

### Semifinales
| 11 de julio, 16:00                          | La Estación (Miraflores)                                                      | 2 - 0   | San Martín (Chumbicha)               | Estadio Malvinas Argentinas, Catamarca |                            |
|                                             | Fabio Toledo 20' · Fernando Silva 36' · Ariel Ortega 69' · Adrián Robledo 74' | Reporte | 20' Raúl Farías · 43' Cristian Tapia | Árbitro(s): Pablo Figueroa             | Árbitro(s): Pablo Figueroa |
| La Estación (Miraflores) avanzó a la final. |                                                                               |         |                                      |                                        |                            |

| 13 de julio, 14:00              | El Auténtico   | 1 - 0   | Sarmiento | Estadio Malvinas Argentinas, Catamarca |                                |
|                                 | David Muro 26' | Reporte |           | Árbitro(s): Jesús María Aldeco         | Árbitro(s): Jesús María Aldeco |
| El Auténtico avanzó a la Final. |                |         |           |                                        |                                |

### Final
| 20 de julio, 14:30                                                                            | La Estación (Miraflores)                                           | 0 - 0 (2:4 p.)             | El Auténtico                                                                  | Estadio Malvinas Argentinas, Catamarca |                          |
|                                                                                               |                                                                    | Reporte                    |                                                                               | Árbitro(s): Luis Reinoso               | Árbitro(s): Luis Reinoso |
|                                                                                               |                                                                    | Tiros desde el punto penal |                                                                               |                                        |                          |
|                                                                                               | Jonathan Hauy · Adrián Robledo · Marcelo Bernede · Guillermo Ariza |                            | Enzo Carrizo · Rafael Burgos · Dante Aguilar · Santiago López · Juan Galíndez |                                        |                          |
| El Auténtico se consagró campeón del Petit Torneo y ascendió a la Primera División A 2025-26. |                                                                    |                            |                                                                               |                                        |                          |

## Estadísticas

### Goleadores
| Jugador                           | Equipo       | Goles |
| --------------------------------- | ------------ | ----- |
| Carlos Bazán                      | El Auténtico | 7     |
| César Ortega                      | Sarmiento    | 6     |
| Marcos Agüero                     | Parque Daza  | 6     |
| Matías Oliva                      | Sarmiento    | 6     |
| Actualizado al 5 de julio de 2025 |              |       |

| Cristian Nieto            | Liberal Argentino         | 5 |
| Erick Silva               | Rivadavia (Huillapima)    | 5 |
| Jorge Soria               | Liberal Argentino         | 5 |
| Juan Quiroga              | Deportivo Valle Chico     | 5 |
| Luis Castillo             | Deportivo Valle Chico     | 5 |
| Martín Sierra             | El Auténtico              | 5 |
| Matías Singh              | Sarmiento                 | 5 |
| Cristian López            | Parque Daza               | 4 |
| Enzo Mercado Rusch        | Vélez Sarsfield           | 4 |
| Franco Titos              | Club Fiel                 | 4 |
| Gastón Villarreal         | Vélez Sarsfield           | 4 |
| Ignacio Barrionuevo       | Sarmiento                 | 4 |
| Juan Manuel López         | Sarmiento                 | 4 |
| Lucas Córdoba             | San Martín (Chumbicha)    | 4 |
| Luis Farías               | Inter del Norte           | 4 |
| Marcelo Bernede           | La Estación (Miraflores)  | 4 |
| Marcos Montoya            | Vélez Sarsfield           | 4 |
| Mario Córdoba             | Vélez Sarsfield           | 4 |
| Martín Suárez             | Parque Daza               | 4 |
| Maximiliano Novillo       | Club Fiel                 | 4 |
| Michael Silva             | Rivadavia (Huillapima)    | 4 |
| Rodolfo Aybar             | Inter del Norte           | 4 |
| Román Figueroa            | La Estación (Miraflores)  | 4 |
| Alejandro Bazán           | San Martín (Chumbicha)    | 3 |
| Exequiel Lobo Heredia     | La Banda CF               | 3 |
| Gastón Barrionuevo        | Vélez Sarsfield           | 3 |
| Gustavo Albarenga Azar    | La Banda CF               | 3 |
| Hoel Ibáñez               | Vélez Sarsfield           | 3 |
| Juan Cruz Sayavedra       | Liberal Argentino         | 3 |
| Kevin Barrionuevo         | Rivadavia (Huillapima)    | 3 |
| Kevin Reinoso             | Deportivo Valle Chico     | 3 |
| Kevin Vera                | Liberal Argentino         | 3 |
| Lisandro Reyes            | La Banda CF               | 3 |
| Lucas Frías               | Deportivo Valle Chico     | 3 |
| Martín Ávila              | Liberal Argentino         | 3 |
| Martín Musri              | La Banda CF               | 3 |
| Mauricio Flores           | La Estación (Miraflores)  | 3 |
| Maximiliano López         | El Auténtico              | 3 |
| Nicolás Hauy              | La Estación (Miraflores)  | 3 |
| Sebastián Reyes           | La Banda CF               | 3 |
| Víctor Reyes              | Vélez Sarsfield           | 3 |
| Augusto Zárate            | Deportivo Valle Chico     | 2 |
| Axel Gausto               | Vélez Sarsfield           | 2 |
| Axel Juárez               | Liberal Argentino         | 2 |
| Axel Vera                 | Deportivo Valle Chico     | 2 |
| Emanuel Castillo          | Vélez Sarsfield           | 2 |
| Enzo Facundo Carrizo      | El Auténtico              | 2 |
| Guillermo Ariza           | La Estación (Miraflores)  | 2 |
| Juan Gabriel Galíndez     | El Auténtico              | 2 |
| Lautaro Murua             | Sarmiento                 | 2 |
| Lautaro Rivero            | Parque Daza               | 2 |
| Martín Agüero             | Parque Daza               | 2 |
| Martín Luna               | Rivadavia (Huillapima)    | 2 |
| Matías Moreno             | Deportivo Valle Chico     | 2 |
| Nahuel Córdoba            | La Banda CF               | 2 |
| Nahuel Cuello             | Deportivo Valle Chico     | 2 |
| Nahuel Sayavedra          | Liberal Argentino         | 2 |
| Nicolás Ramírez           | Vélez Sarsfield           | 2 |
| Ramiro Russo              | Vélez Sarsfield           | 2 |
| Sebastián Carrizo         | San Isidro (Nueva Coneta) | 2 |
| Tiago Barrionuevo         | Parque Daza               | 2 |
| Agustín Narváez           | Parque Daza               | 1 |
| Agustín Ocampo            | San Martín (Chumbicha)    | 1 |
| Alan Lencina              | Club Fiel                 | 1 |
| Alejandro Soria           | Liberal Argentino         | 1 |
| Alexis Arancibia          | Rivadavia (Huillapima)    | 1 |
| Ángel Sosa                | Inter del Norte           | 1 |
| Aníbal Quintero           | Rivadavia (Huillapima)    | 1 |
| Braian Vera               | Parque Daza               | 1 |
| Carlos López              | Inter del Norte           | 1 |
| Carlos Luna               | San Martín (Chumbicha)    | 1 |
| Cristian Tapia            | San Martín (Chumbicha)    | 1 |
| David Chacoma             | Rivadavia (Huillapima)    | 1 |
| Diego Acosta              | Club Fiel                 | 1 |
| Diego Nieto               | Club Fiel                 | 1 |
| Diego Pacheco             | Parque Daza               | 1 |
| Fabián Díaz               | San Isidro (Nueva Coneta) | 1 |
| Facundo Hernández Navarro | La Banda CF               | 1 |
| Gabriel Moreno            | La Banda CF               | 1 |
| Gianfranco Córdoba        | San Martín (Chumbicha)    | 1 |
| Guillermo Vega            | Parque Daza               | 1 |
| Ismael Soria              | Rivadavia (Huillapima)    | 1 |
| Jonathan Vera             | Liberal Argentino         | 1 |
| José Ontivero             | Liberal Argentino         | 1 |
| Juan Ruíz                 | San Martín (Chumbicha)    | 1 |
| Juan Manuel Silva         | La Banda CF               | 1 |
| Leonardo Silva            | Rivadavia (Huillapima)    | 1 |
| Lucas Ahumada             | Vélez Sarsfield           | 1 |
| Lucas Herrera             | Inter del Norte           | 1 |
| Lucas Reartes             | San Martín (Chumbicha)    | 1 |
| Luis Tula Norris          | La Banda CF               | 1 |
| Mariano Belmonte          | Club Fiel                 | 1 |
| Martín Nieva              | Deportivo Valle Chico     | 1 |
| Matías Barrientos         | El Auténtico              | 1 |
| Mauricio Martínez         | Liberal Argentino         | 1 |
| Nahuel Molina             | Parque Daza               | 1 |
| Néstor Ávalos             | Liberal Argentino         | 1 |
| Nicolás Silva             | Inter del Norte           | 1 |
| Óscar Herrera             | Liberal Argentino         | 1 |
| Patricio Leiva            | Rivadavia (Huillapima)    | 1 |
| Ramiro Lozano             | Inter del Norte           | 1 |
| Santiago Salas            | La Banda CF               | 1 |
| Sebastián Lucero          | Club Fiel                 | 1 |
| Sergio Almirón            | San Martín (Chumbicha)    | 1 |
| Sergio Pérez Castro       | Sarmiento                 | 1 |
| Tobías Carrizo            | Club Fiel                 | 1 |
| Tobías Zalazar            | Club Fiel                 | 1 |
| Valentín Velardez         | Liberal Argentino         | 1 |
| Walter Beltrán            | Vélez Sarsfield           | 1 |
| Walter Sarmiento          | Liberal Argentino         | 1 |

### Autogoles
| Jugador   | Equipo                 | Anot. | Jornada  | Rival |
| --------- | ---------------------- | ----- | -------- | ----- |
| Hugo Seco | San Martín (Chumbicha) | 1     | Fecha 11 | AUT   |

### Promedio de goles
| Jornada  | Goles | PJ | Promedio |
| -------- | ----- | -- | -------- |
| Fecha 1  | 15    | 6  | 2.5      |
| Fecha 2  | 19    | 6  | 3.17     |
| Fecha 3  | 18    | 6  | 3        |
| Fecha 4  | 17    | 6  | 2.83     |
| Fecha 5  | 30    | 6  | 5        |
| Fecha 6  | 19    | 6  | 3.17     |
| Fecha 7  | 28    | 6  | 4.67     |
| Fecha 8  | 19    | 6  | 3.17     |
| Fecha 9  | 22    | 6  | 3.33     |
| Fecha 10 | 23    | 6  | 3.83     |
| Fecha 11 | 16    | 6  | 2.67     |
| Fecha 12 | 23    | 6  | 3.83     |
| Fecha 13 | 19    | 6  | 3.17     |
| Total    | 268   | 78 | 3.44     |